# Togolândia francesa
A Togolândia francesa (em francês:  Le Togoland français) foi um território sob mandato da França na África Ocidental, que mais tarde se tornou a República do Togo.
Em 26 de agosto de 1914, o protetorado alemão da Togolândia foi invadido por forças francesas e britânicas, e caiu após cinco dias de breve resistência. A Togolândia seria dividida em zonas administrativas britânica e francesa e, em 1916, e na sequência da guerra, tornou-se formalmente um mandato da Liga das Nações dividido para fins administrativos entre a França e o Reino Unido.
Após a Segunda Guerra Mundial, o mandato tornou-se um território sob tutela das Nações Unidas, ainda administrada pelos comissários franceses.
Pelo estatuto, em 1955, a Togolândia francesa tornou uma república autônoma dentro da União Francesa, embora mantivesse o seu estatuto de tutela da ONU. A Assembleia Legislativa eleita por sufrágio universal tinha um poder considerável sobre os assuntos internos, com um órgão executivo eleito liderado por um primeiro-ministro responsável perante o Legislativo. Essas mudanças foram incorporadas na Constituição aprovada em um referendo de 1956. Em 10 de setembro de 1956, Nicolas Grunitzky tornou-se primeiro-ministro da República Autônoma de Togo. No entanto, devido a irregularidades no plebiscito, uma eleição sem supervisão geral foi realizada em 1958 e foi vencida por Sylvanus Olympio. Em 27 de abril de 1960, em uma transição tranquila, o Togo cortou os seus laços constitucionais com a França, finalizou o seu estatuto de tutela da ONU, e tornou-se totalmente independente, sob uma constituição provisória com Olympio como presidente.